# Karaga (fête)
Pour les articles homonymes, voir Karaga.
Karaga (Kannada ಕರಗ) est l'une des fêtes les plus anciennes du  Karnataka, dans le sud de l'Inde. Le Karaga est d'abord la fête de la communauté Tigala, dans le sud du Karnataka, et des gens du Tamil Nadu. Karaga est une fête populaire dans les districts de Bangalore, Madikeri et Kolar, au Karanataka.

## Festivités du Karaga au Tamil Nadu
Le kargam est une danse folklorique du Tamil Nadu dont l'origine est un rituel associé à Mariamman, la déesse de la santé et de la pluie. Elle est aussi la protectrice contre la petite vérole tant redoutée et contre le choléra. Ce rituel a lieu au cours du mois d'août. L'idole de Mariamman est portée en procession.
Le pôt rituel, rempli d'eau et orné de décorations qui mesurent plusieurs pieds de haut, est porté par le prêtre. Les danseurs accomplissent un certain nombre d'acrobaties tout au long de la procession, accompagnés par des instruments musicaux divers tels que thavil, Nadaswaram, Muni, Udukkai, Pambai, etc.
La danse de Karagam est très populaire au Tamil Nadu, à Pondichéry, dans l'Andhra Pradesh (garagalu) et au Karnataka (karaga).
C'est un spectacle prenant que de voir les officiants portant des récipents décorés et empilés verticalement sur leur tête, revêtus de vêtements colorés, et dansant avec entrain sur les aris du nagasaram et au rythme du thavil. Ces festivités sont populaires pendant la période où les temples eux-mêmes célèbrent cette fête.

## Festivités du Karaga au Karnataka
Le karaga proprement dit est un pôt de terre, où se trouve une haute pyramide fleurs portée en équilibre sur la tête du porteur. Le contenu du pôt est resté secret au fil des siècles. L'arrivée du porteur est annoncée par des centaines de Veerakumara enturbannés, poitrine nue, vêtus de dhotis et portant des épées dégaînées. La tradition veut que — si le porteur du karaga venait à trébucher et à laisser tomber le karaga — la procession frénétique des Veerakumara qui l'accompagne pourrait aussitôt l'exécuter. Les festivités qui se tiennent dans la partie centrale de la ville s'appellent le Karaga de Bangalore.

## Signification
Ces rituels trouvent leur origine dans le Mahābhārata, en particulier dans le vastrakshepa, le dépouillement de Draupadi, l'exil des Pandava et la mort des fils de Draupadi aux mains de Ashwathama. Après toutes ces épreuves et ces tribulations, elle en ressorti comme le symbole d'une féminité idéale et forte.